# Screamer Rally
Screamer Rally est un jeu vidéo de course développé par Miletstone et édité par Virgin Interactive, sorti en 1997 sur DOS et Windows.

## Accueil
- GameStar : 79 %[1]
- PC Zone : 91 %[2]